# Trophée Les-Cunningham
Le trophée Les-Cunningham, baptisé en l'honneur de Les Cunningham, est attribué annuellement au joueur le plus utile de la saison régulière en Ligue américaine de hockey.
Le trophée a été attribué pour la première fois en 1948.

## Liste des vainqueurs
| Saison    | Joueur                       | Équipe                                            |
| --------- | ---------------------------- | ------------------------------------------------- |
| 1947-1948 | Carl Liscombe                | Reds de Providence                                |
| 1948-1949 | Carl Liscombe                | Reds de Providence                                |
| 1949-1950 | Les Douglas                  | Barons de Cleveland                               |
| 1950-1951 | Ab DeMarco                   | Bisons de Buffalo                                 |
| 1951-1952 | Ray Powell                   | Reds de Providence                                |
| 1952-1953 | Eddie Olson                  | Barons de Cleveland                               |
| 1953-1954 | George Sullivan              | Bears de Hershey                                  |
| 1954-1955 | Ross Lowe                    | Indians de Springfield                            |
| 1955-1956 | Johnny Bower                 | Reds de Providence                                |
| 1956-1957 | Johnny Bower                 | Reds de Providence                                |
| 1957-1958 | Johnny Bower                 | Barons de Cleveland                               |
| 1958-1959 | Rudy Migay et Bill Hicke     | Americans de Rochester Americans de Rochester     |
| 1959-1960 | Fred Glover                  | Barons de Cleveland                               |
| 1960-1961 | Phil Maloney                 | Bisons de Buffalo                                 |
| 1961-1962 | Fred Glover                  | Barons de Cleveland                               |
| 1962-1963 | Denis DeJordy                | Bisons de Buffalo                                 |
| 1963-1964 | Fred Glover                  | Barons de Cleveland                               |
| 1964-1965 | Art Stratt                   | Bisons de Buffalo                                 |
| 1965-1966 | Dick Gamble                  | Americans de Rochester                            |
| 1966-1967 | Mike Nykoluk                 | Bears de Hershey                                  |
| 1967-1968 | Dave Creighton               | Reds de Providence                                |
| 1968-1969 | Gilles Villemure             | Bisons de Buffalo                                 |
| 1969-1970 | Gilles Villemure             | Bisons de Buffalo                                 |
| 1970-1971 | Fred Speck                   | Clippers de Baltimore                             |
| 1971-1972 | Garry Peters                 | Braves de Boston                                  |
| 1972-1973 | Bill Inglis                  | Swords de Cincinnati                              |
| 1973-1974 | Art Stratton                 | Americans de Rochester                            |
| 1974-1975 | Doug Gibson                  | Americans de Rochester                            |
| 1975-1976 | Ron Andruff                  | Voyageurs de la Nouvelle-Écosse                   |
| 1976-1977 | Doug Gibson                  | Americans de Rochester                            |
| 1977-1978 | Blake Dunlop                 | Mariners du Maine                                 |
| 1978-1979 | Rocky Saganiuk               | Hawks du Nouveau-Brunswick                        |
| 1979-1980 | Normand Dubé                 | Voyageurs de la Nouvelle-Écosse                   |
| 1980-1981 | Pelle Lindbergh              | Mariners du Maine                                 |
| 1981-1982 | Mike Kaszycki                | Hawks du Nouveau-Brunswick                        |
| 1982-1983 | Ross Yates                   | Whalers de Binghamton                             |
| 1983-1984 | Mal Davis et Garry Lariviere | Americans de Rochester Saints de Saint Catharines |
| 1984-1985 | Paul Gardner                 | Whalers de Binghamton                             |
| 1985-1986 | Paul Gardner                 | Americans de Rochester                            |
| 1986-1987 | Tim Tookey                   | Bears de Hershey                                  |
| 1987-1988 | Jody Gage                    | Americans de Rochester                            |
| 1988-1989 | Stephan Lebeau               | Canadiens de Sherbrooke                           |
| 1989-1990 | Paul Ysebaert                | Devils d'Utica                                    |
| 1990-1991 | Kevin Todd                   | Devils d'Utica                                    |
| 1991-1992 | John Anderson                | Nighthawks de New Haven                           |
| 1992-1993 | Don Biggs                    | Rangers de Binghamton                             |
| 1993-1994 | Rich Chernomaz               | Maple Leafs de Saint-Jean                         |
| 1994-1995 | Steve Larouche               | Senators de l'Île-du-Prince-Édouard               |
| 1995-1996 | Brad Smyth                   | Monarchs de la Caroline                           |
| 1996-1997 | Jean-Francois Labbé          | Bears de Hershey                                  |
| 1997-1998 | Steve Guolla                 | Thoroughblades du Kentucky                        |
| 1998-1999 | Randy Robitaille             | Bruins de Providence                              |
| 1999-2000 | Martin Brochu                | Pirates de Portland                               |
| 2000-2001 | Derek Armstrong              | Wolf Pack de Hartford                             |
| 2001-2002 | Eric Boguniecki              | IceCats de Worcester                              |
| 2002-2003 | Jason Ward                   | Bulldogs de Hamilton                              |
| 2003-2004 | Jason LaBarbera              | Wolf Pack de Hartford                             |
| 2004-2005 | Jason Spezza                 | Senators de Binghamton                            |
| 2005-2006 | Donald MacLean               | Griffins de Grand Rapids                          |
| 2006-2007 | Darren Haydar                | Wolves de Chicago                                 |
| 2007-2008 | Jason Krog                   | Wolves de Chicago                                 |
| 2008-2009 | Alexandre Giroux             | Bears de Hershey                                  |
| 2009-2010 | Keith Aucoin                 | Bears de Hershey                                  |
| 2010-2011 | Corey Locke                  | Senators de Binghamton                            |
| 2011-2012 | Cory Conacher                | Admirals de Norfolk                               |
| 2012-2013 | Tyler Johnson                | Crunch de Syracuse                                |
| 2013-2014 | Travis Morin                 | Stars du Texas                                    |
| 2014-2015 | Brian O'Neill                | Monarchs de Manchester                            |
| 2015-2016 | Christopher Bourque          | Bears de Hershey                                  |
| 2016-2017 | Kenny Agostino               | Wolves de Chicago                                 |
| 2017-2018 | Philip Varone                | Phantoms de Lehigh Valley                         |
| 2018-2019 | Daniel Carr                  | Wolves de Chicago                                 |
| 2019-2020 | Gerry Mayhew                 | Wild de l'Iowa                                    |
| 2020-2021 | Thomas Joseph Tynan          | Eagles du Colorado                                |
| 2021-2022 | Thomas Joseph Tynan          | Reign d'Ontario                                   |